# Серрано, Франсиско
Франси́ско Серра́но-и-Доми́нгес, герцог де ла Торре, граф Сан-Антонио (исп. Francisco Serrano y Domínguez, primer duque de la Torre, conde de San Antonio; 17 декабря 1810, Ислас Леон, Кадис — 26 ноября 1885, Мадрид) — испанский военный и государственный деятель, маршал, премьер-министр Испании в 1868—1869 и 1874, регент Испании 1869—1871 годах.

## Ранняя карьера
Ещё в 1830-х годах Серрано принимал активное участие в борьбе с претендентом на испанский престол дон Карлосом. В 1840 году присоединился к партии Эспартеро, но в 1843 году, придя к убеждению, что дело Эспартеро проиграно, стал во главе временного правительства в Барселоне.
В кабинете Хоакина Лопеса Серрано был военным министром. После падения Эспартеро и вступления Рамона Нарваэса в Мадрид 22 июля 1843 года Серрано снова временно принял портфель военного министра, а в 1845 году, сблизившись с королевой Изабеллой II, был назначен сенатором.
Позже Серрано порвал с консерваторами и примкнул к прогрессистам, приняв участие в революции 1854 года. В 1857 году он был назначен послом в Париж, в 1859 году — генерал-капитаном Кубы.
Благодаря присоединению к Испании Сан-Доминго в 1862 году Серрано и Домингес получил титул герцога де ла Toppe и звание гранда первого класса. По возвращении в Испанию Серрано до марта 1863 года был министром иностранных дел.

## Революционная деятельность
В 1865 году Серрано примкнул к ставшему во главе правительства Леопольдо О’Доннелю, который предоставил ему должность президента сената. Когда правительство вопреки закону промедлило с созывом кортесов, значительное число членов оппозиции подписало протест, который Серрано и президент палаты депутатов Риос-Розас должны были представить королеве. Министерство Нарваэса предотвратило подачу этого протеста арестом обоих президентов и всех подписавших протест. Серрано заключен был в военную тюрьму близ Аликанте, но через несколько недель был освобождён.
После смерти О’Доннеля в 1867 году Серрано был избран лидером Либерального союза; объединив все либеральные элементы, он стал во главе заговора, направленного на возведение на престол герцога Монпансье. Министр-президент Гонзалес Браво, своевременно извещённый об этом, арестовал Серрано 7 июля 1868 года вместе с другими генералами, участвовавшими в заговоре. Серрано и другие заговорщики были сосланы на Канарские острова. Когда в сентябре 1868 года вспыхнуло восстание против королевы Изабеллы, Серрано возглавив мятежную армию, двинулся на Мадрид и 28 сентября разбил королевские войска под командованием Мануэля Павии при Альколее; вместе с Серрано сражался и его племянник, будущий генерал Хосе Лопес Домингес. Вступив в Мадрид, он занял во временном правительстве пост министра-президента, а 15 июня 1869 года был избран в регенты до замещения престола.
2 января 1871 года Серрано передал власть новому королю Амадею, который назначил Серрано министр-президентом. В июне того же года Серрано также принял портфель военного министра, но через неделю отказался от всех должностей, так как король Амадей отклонил его предложение временно приостановить конституционные гарантии.

## Завершение карьеры
При отречении от престола короля Амадея 11 февраля 1873 года и провозглашении республики Серрано держался в стороне от участия в политических событиях. Лишь после того как генерал Павиа совершил государственный переворот, Серрано принял должность президента исполнительной власти республики и распустил кортесы в 1874 году, установив своего рода республиканскую диктатуру. Серрано правил на основе Конституции 1869 года, которая, в свою очередь, была первой демократической конституцией. 
В марте 1874 года, командуя Северной армией, он двинулся против карлистов, осадивших Бильбао, и после ряда сражений при Сомморростро вынудил их оставить свои позиции и отступить к горам Наварры. К концу года карлисты снова добились ряда успехов на севере, и Серрано выступил с войсками в 80 тысяч человек, чтобы выбить их из крепких позиций при Эстелье, но отказался от командования при известии о промонархическом перевороте Мартинеса де Кампоса и воцарении Альфонса XII. С этого времени Серрано больше не играл активной политической роли.